# Hrabstwo Carroll (Tennessee)
Hrabstwo Carroll (ang. Carroll County) – hrabstwo w stanie Tennessee w Stanach Zjednoczonych. Obszar całkowity hrabstwa obejmuje powierzchnię 599,86 mil² (1553,63 km²). Według szacunków United States Census Bureau w roku 2009 miało 28 517 mieszkańców.
Hrabstwo powstało w 1821 roku. 

## Miasta
- Atwood
- Bruceton
- Clarksburg
- Hollow Rock
- Huntingdon
- McKenzie
- McLemoresville
- Trezevant[4]